# Interstate 35W (Minnesota)
L'Interstate 35W (I-35W) est une autoroute inter-États dans le Minnesota. Elle passe par le centre-ville de Minneapolis. Elle est l'une des deux routes de l'I-35 dans les villes jumelles de Minneapolis et Saint Paul, l'autre étant l'I-35E à travers le centre-ville de Saint Paul.
S'orientant vers le nord, l'I-35 se sépare à Burnsville et l'I-35W se dirige vers le nord sur 41 miles (66 km), portant sa propre séquence de numéros de sortie. Elle parcourt le centre-ville de Minneapolis avant de rejoindre l'I-35E et de reformer l'I-35 à Columbus près de Forest Lake.
Durant les premières années d'existence du système des autoroutes inter-États, les autoroutes auxiliaires avec des suffixes directionnels tels que N, S, E et W étaient communs. Pour toutes les autres autoroutes, ces suffixes directionnels ont été remplacés par des numéros reliés à l'autoroute principale. Ce sont les autoroutes collectrices ou de contournement (comme l'I-270 au Maryland qui a été l'I-70S) ou, dans certains cas, se sont vus assigné un numéro de route différent (comme l'I-76 qui a déjà été l'I-80S). Dans le cas de l'I-35 dans la région de Minneapolis–Saint Paul, puisqu'aucune des deux branches n'est clairement la route principale et que les deux routes se réunissent au-delà des villes de Minneapolis et de Saint Paul, les suffixes E et W sont demeurés actifs, L'autoroute se sépare une seconde fois en deux embranchements (I-35E et I-35W) à Dallas–Fort Worth, Texas, pour les mêmes raisons.

## Description du tracé

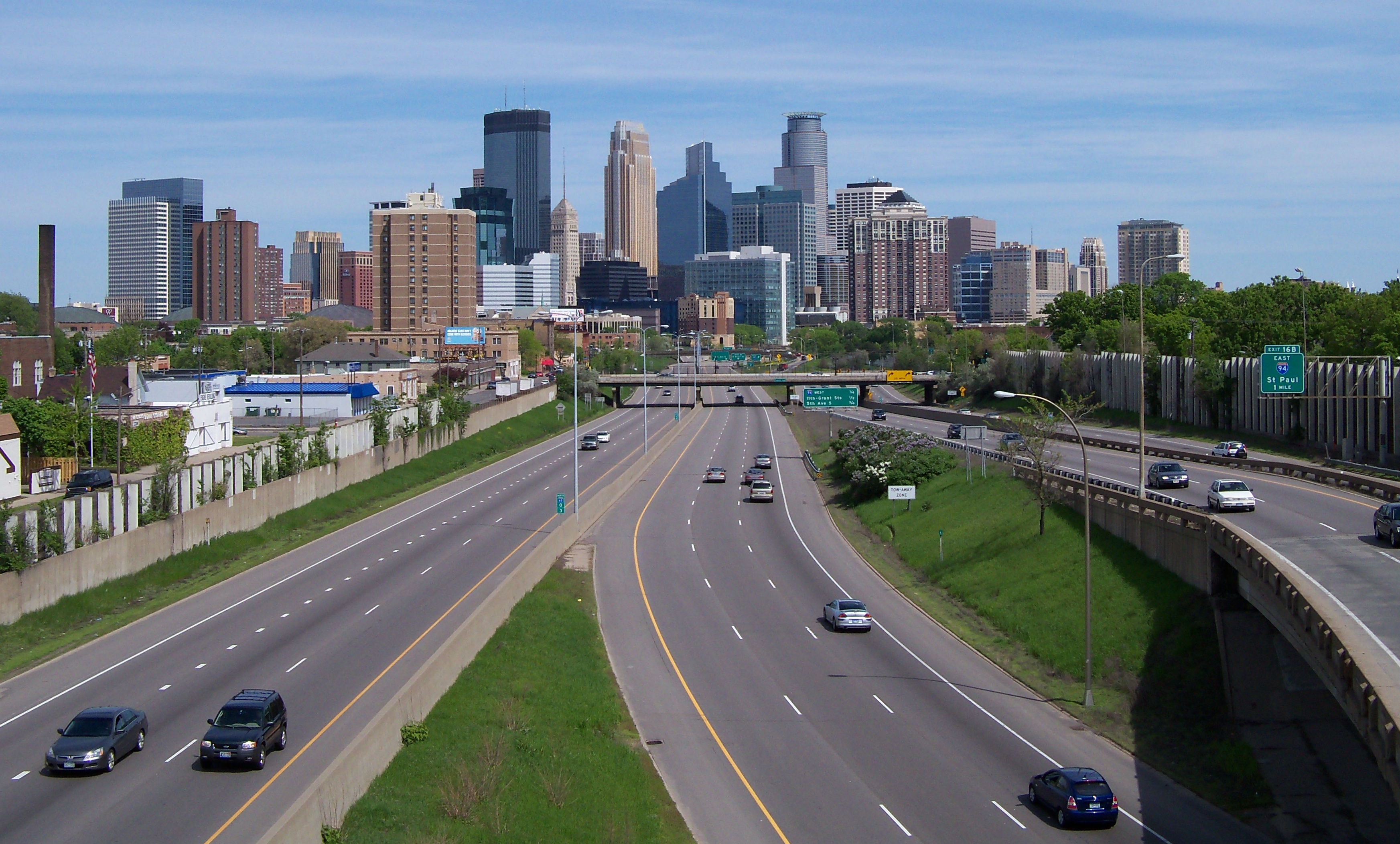
L'I-35W s'approchant du centre-ville de Minneapolis depuis le sud

Le terminus sud de l'I-35W est à Burnsville, où l'I-35 se sépare en deux segments, l'I-35E et l'I-35W. Alors que l'I-35E adopte un tracé vers le nord-est à travers Saint Paul, l'I-35W se dirige vers le nord pour traverser Minneapolis. L'I-35W croise la rivière Minnesota et entre à Bloomington. À la limite des villes de Bloomington et de Richfield, l'I-35W croise l'I-494. L'I-35W continue vers le nord dans la ville de Richfield, où elle tourne vers l'est et forme un très court multiplex avec MN 62. Ce multiplex se sépare alors que l'I-35W se dirige vers le centre-ville de Minneapolis.
L'I-35W se courbe légèrement vers le nord-est immédiatement au sud du centre-ville pour éviter le district de Washburn-Fair Oaks Mansion. L'I-35W parcourt, aux côtés de l'I-94 et de la US 52 moins d'un mile le centre-ville de Minneapolis.
L'I-35W complète sa boucle autour du centre-ville et croise le fleuve Mississippi et se dirige vers le nord-est de Minneapolis. L'I-35W passe à travers des zones industrielles près des banlieues de Saint Anthony, Lauderdale, Roseville, et Arden Hills.
L'I-35W rencontre l'I-694 à New Brighton et Arden Hills. Au nord de cet échangeur, la US 10 joint l'I-35W. Elles forment un multiplex avant que la US 10 ne quitte l'I-35W pour se diriger vers Mounds View et Shoreview. L'I-35W passe par les banlieues de Blaine et Lino Lakes. L'I-35W rejoint finalement l'I-35E pour reformer l'I-35 à Columbus près de Forest Lake.
L'I-35W utilise sa propre séquence de numérotation, alors que l'I-35E continue d'utiliser ceux de l'I-35 principale.

## Liste des sorties
| Interstate 35W                                                          |                                          |       |       |        |                                                                                       | |
| Comté                                                                   | Municipalité                             | mi    | km    | Sortie | Intersections / Destinations                                                          | Notes |
| Dakota                                                                  | Burnsville                               | 0,00  | 0,00  |        | I-35 sud / I-35E                                                                      | I-35W sud et I-35E sud forment l'I-35; pas d'accès à l'I-35E depuis l'I-35W; sortie 88A de l'I-35 nord                   |
| Dakota                                                                  | Burnsville                               | 0,60  | 0,97  | 1      | CSAH 42 / Crystal Lake Road                                                           | Sortie direction sud, entrée direction nord                                                                              |
| Dakota                                                                  | Burnsville                               | 2,33  | 3,75  | 2      | Burnsville Parkway                                                                    | |
| Dakota                                                                  | Burnsville                               | 2,69  | 4,33  | 3      | MN 13 (en) – Shakopee                                                                 | Indiqué sortie 3A (nord) et 3B (sud)                                                                                     |
| Dakota                                                                  | Burnsville                               | 3,17  | 5,10  | 4A     | CSAH 5 / CSAH 32 (Cliff Road)                                                         | |
| Dakota                                                                  | Burnsville                               | 4,15  | 6,68  | 4B     | Black Dog Road                                                                        | |
| Hennepin                                                                | Bloomington                              | 5,23  | 8,41  | 5      | 106th Street                                                                          | |
| Hennepin                                                                | Bloomington                              | 6,24  | 10,04 | 6      | CSAH 1 (98th Street)                                                                  | |
| Hennepin                                                                | Bloomington                              | 6,77  | 10,90 | 7A     | 94th Street                                                                           | |
| Hennepin                                                                | Bloomington                              | 7,30  | 11,75 | 7B     | 90th Street                                                                           | |
| Hennepin                                                                | Bloomington                              | 8,29  | 13,35 | 8      | 82nd Street                                                                           | |
| Hennepin                                                                | Limite Bloomington–Richfield             | 8,75  | 14,08 | 9      | I-494 sud / MN 5 (en)                                                                 | Indiqué sortie 9A (est) et 9B (ouest); sortie 5 de l'I-494                                                               |
| Hennepin                                                                | Richfield                                | 9,01  | 14,50 | 9C     | 76th Street                                                                           | Sortie direction sud, entrée direction nord                                                                              |
| Hennepin                                                                | Richfield                                | 10,25 | 16,49 | 10     | CSAH 53 (66th Street)                                                                 | |
| Hennepin                                                                | Limite Richfield–Minneapolis             | 10,42 | 16,77 | 11     | MN 62 (en) (Crosstown Highway) / CSAH 35 (Portland Avenue / 58th Street / 60th Street | 58th Street non-indiqué direction sud; 60th Street et CSAH 35 non-indiqué direction nord; accès à 58th Street via MN 121 |
| Hennepin                                                                | Limite Richfield–Minneapolis             | 11,00 | 17,70 | 11A    | Lyndale Avenue                                                                        | Fermé; fait maintenant partie de l'échangeur avec MN 62                                                                  |
| Hennepin                                                                | Minneapolis                              | 11,87 | 19,10 | 12A    | 60th Street                                                                           | Fermé; fait partie de la sortie 11                                                                                       |
| Hennepin                                                                | Minneapolis                              | 12,52 | 20,15 | 12     | Diamond Lake Road                                                                     | Pas d'entrée en direction sud                                                                                            |
| Hennepin                                                                | Minneapolis                              | 13,63 | 21,94 | 13     | CSAH 46 (46th Street)                                                                 | |
| Hennepin                                                                | Minneapolis                              | 14,88 | 23,95 | 14     | 36th Street / 35th Street                                                             | |
| Hennepin                                                                | Minneapolis                              | 15,48 | 24,92 | 15A    | CSAH 3 (Lake Street) / 31st Street                                                    | Pas d'entrée direction nord                                                                                              |
| Hennepin                                                                | Minneapolis                              |       |       | 15B    | 28th Street                                                                           | Sortie direction nord seulement                                                                                          |
| Hennepin                                                                | Minneapolis                              | 16,19 | 26,06 | 16A    | I-94 ouest / US 12 ouest / US 52 nord / MN 55 (en) ouest – Centre-ville               | Sortie direction nord, entrée direction sud                                                                              |
| Hennepin                                                                | Minneapolis                              |       |       |        | 5th Avenue                                                                            | Entrée direction nord seulement                                                                                          |
| Hennepin                                                                | Minneapolis                              | 17,40 | 28,00 | 16B    | I-94 est / US 12 est / US 52 sud – Saint Paul                                         | Sortie direction nord, entrée direction sud                                                                              |
| Hennepin                                                                | Minneapolis                              | 17,65 | 28,41 | 17A    | MN 55 (en) est (Hiawatha Avenue)                                                      | Sortie direction sud, entrée direction nord                                                                              |
| Hennepin                                                                | Minneapolis                              | 17,38 | 27,97 | 17B    | I-94 ouest / US 12 ouest / US 52 nord / MN 55 (en) est / 11th Avenue                  | Sortie direction sud, entrée direction nord                                                                              |
| Hennepin                                                                | Minneapolis                              | 17,97 | 28,92 | 17C    | CSAH 122 (3rd Street) / CSAH 152 (Washington Avenue) – Université du Minnesota        | |
| Hennepin                                                                | Minneapolis                              | 18,80 | 30,26 | 18     | CSAH 36 (University Avenue) / 4th Street SE                                           | |
| Hennepin                                                                | Minneapolis                              | 19,56 | 31,49 | 19     | CSAH 52 (East Hennepin Avenue)                                                        | Sortie direction nord, entrée direction sud                                                                              |
| Hennepin                                                                | Minneapolis                              | 20,54 | 33,05 | 20     | CSAH 27 (Stinson Boulevard) / CSAH 88 (New Brighton Boulevard)                        | |
| Hennepin                                                                | Minneapolis                              | 21,52 | 34,63 | 21     | Vers MN 280 (en) / Industrial Boulevard / St. Anthony Boulevard                       | |
| Ramsey                                                                  | Roseville                                | 21,96 | 35,33 | 22A    | Vers MN 280 (en)                                                                      | Sortie direction sud, entrée direction nord                                                                              |
| Ramsey                                                                  | Roseville                                | 22,62 | 36,40 | 22B    | MN 36 (en) / Cleveland Avenue                                                         | |
| Ramsey                                                                  | Roseville                                | 23,51 | 37,84 | 23     | CSAH 23 (County Road C) / CSAH 46 (Cleveland Avenue)                                  | |
| Ramsey                                                                  | Limite Roseville–New Brighton            | 24,58 | 39,55 | 24A    | CSAH 19 (County Road D)                                                               | |
| Ramsey                                                                  | New Brighton                             | 24,92 | 40,11 | 24B    | CSAH 88                                                                               | Sortie direction sud, entrée direction nord                                                                              |
| Ramsey                                                                  | Limite Arden Hills–New Brighton          | 26,09 | 41,99 | 26A    | CSAH 46 (County Road E2) / CSAH 73                                                    | |
| Ramsey                                                                  | Limite Arden Hills–New Brighton          | 26,76 | 43,07 | 26     | I-694                                                                                 | Indiqué sortie 26B (est) et 26C (ouest); sortie 41 de l'I-694                                                            |
| Ramsey                                                                  | Limite Arden Hills–New Brighton          | 27,59 | 44,41 | 27     | CSAH 96                                                                               | |
| Ramsey                                                                  | Limite Arden Hills–Mounds View           | 28,25 | 45,47 | 28A    | US 10 est – Saint Paul                                                                | Terminus sud du multiplex aves US 10; sortie direction sud, entrée direction nord                                        |
| Ramsey                                                                  | Limite Arden Hills–Mounds View           | 28,25 | 454,7 | 28B    | CSAH 10                                                                               | Sortie direction nord, entrée direction sud                                                                              |
| Ramsey                                                                  | Limite Arden Hills–Mounds View           | 28,73 | 46,24 | 28C    | Vers CSAH 10 / CSAH 9 (County Road H)                                                 | Pas d'entrée direction sud                                                                                               |
| Ramsey                                                                  | Limite Arden Hills–Shoreview–Mounds View | 29,59 | 47,62 | 29     | CSAH 3 (County Road I)                                                                | Pas d'entrée direction nord                                                                                              |
| Ramsey                                                                  | Limite Shoreview–Mounds View             | 30,13 | 48,50 | 30     | US 10 ouest – Anoka                                                                   | Terminus nord du multiplex avec US 10                                                                                    |
| Limite Ramsey–Anoka                                                     | Limite Shoreview–Mounds View–Blaine      | 30,73 | 49,46 | 31A    | CSAH 32 (85th Avenue NE)                                                              | Sortie direction nord, entrée direction sud                                                                              |
| Anoka                                                                   | Blaine                                   | 31,01 | 49,90 | 31B    | CSAH 23 (Lake Drive)                                                                  | Sortie direction nord, entrée direction sud                                                                              |
| Anoka                                                                   | Blaine                                   | 32,01 | 51,52 | 32     | CSAH 52 (95th Avenue NE)                                                              | |
| Anoka                                                                   | Blaine                                   | 33,60 | 54,08 | 33     | CSAH 17 (Lexington Avenue)                                                            | |
| Anoka                                                                   | Lino Lakes                               | 36,51 | 58,76 | 36     | CSAH 23 (Lake Drive)                                                                  | |
| Anoka                                                                   | Columbus                                 | 41,78 | 67,24 |        | I-35 nord / I-35E                                                                     | I-35W nord et I-35E nord forment l'I-35; pas d'accès à l'I-35E depuis l'I-35W; sortie 127 de l'I-35 sud                  |
| - Terminus de multiplex - Accès incomplet - Transition de route - Fermé |                                          |       |       |        |                                                                                       | |